# 兴山景天
兴山景天（学名：Sedum wilsonii）是景天科景天属的植物，是中国的特有植物。分布在中国大陆的湖北等地，目前尚未由人工引种栽培。